# Micromus bifasciatus
Micromus bifasciatus är en insektsart som beskrevs av Tillyard 1923. Micromus bifasciatus ingår i släktet Micromus och familjen florsländor. Inga underarter finns listade i Catalogue of Life.